# به کی سلام کنم؟
به کی سلام کنم؟ نام مجموعه‌ای شامل داستان‌های کوتاه، نوشته سیمین دانشور است که چاپ نخست آن در سال ۱۳۵۹، و به دست انتشارات خوارزمی وارد بازار نشر و کتاب شد. برخی از داستان‌های این مجموعه پیشتر در نشریه‌هایی در ایران پیش از انقلاب ۵۷ به چاپ رسید که نخستین آنها تیله شکسته بود و در سال ۱۳۵۲ چاپ گردید. عنوان این کتاب از داستان سوم آن برگرفته شده‌است.
به نظر تقی‌زاده، در میان مجموعه‌ی داستانهای کوتاه دانشور، «به کی سلام کنم؟» با درونمايه نقد رويدادهای اجتماعی و استبداد حاكم بر جامعه‌ی آن ایام، از همه پرداخته‌تر است. داستان «سوترا» در این مجموعه، داستانی است با قوۀ تخیل نیرومند در دنیای جادويی پريان و با نثری استوار و تأثيرگذار كه پايان اميدوارانه‌ای دارد. همچنين خود داستان «به کی سلام کنم؟» هم داستان قوام‌يافته‌ای است كه نويسنده در آن توانايی خود را در نمايش ذهنیت‌های زنانه نشان داده است.

## داستان‌ها
- تیله شکسته
- تصادف
- به کی سلام کنم؟
- چشم خفته
- مار و مرد
- انیس
- درد همه جا هست.
- یک سر و یک بالین
- کیدالخائنین
- سوترا

## منبع
- سیمین دانشور؛ به کی سلام کنم؟؛ پیشگفتار ناشر و آگاهیهای کتاب

1. ↑  تقی‌زاده، صفدر (شهریور و مهر ۱۳۸۶). «نخستین داستان‌نویس زن ایرانی». فردوسی (۵۶ و ۵۷): ۴۹.